# Changtu
Changtu (en chino, 昌图; pinyin, Chāngtú) es un condado  bajo la administración directa de la Prefectura Tieling en la Provincia de Liaoning, República Popular China.  Su área es de 4323 km² y su población total para 2010 superó los 840 mil habitantes. 

## Administración
Desde julio de 2020, el  Condado Changtu se divide en  33 pueblos administrados en  poblados.

## Toponimia
El nombre completo es Changtu Ereg (en mongol: Цантах Эрэг Tsantakh ereg) y significa "acantilado cubierto de escarcha". "Changtu" es la transliteración de la palabra "Tsantakh", que significa "colgante de escarcha", y "Ereg" significa "acantilado".